# Montes Cámbricos
Los montes Cámbricos (del inglés: Cambrian Mountains) son una serie de cordilleras en Gales, alcanzando desde, e incluyendo también, las montañas de Gales del Sur de Brecon Beacons, Carmarthenshire norte y Ceredigion, hasta Snowdonia en Gales del Norte. 
Originalmente, el término «Cambrian Mountains» fue aplicado en un sentido general de la mayor parte de la tierra alta de Gales. Desde los cincuenta, su aplicación se ha convertido en algo crecientemente localizado en las tierras altas del centro de Gales conocidas en idioma galés como el Elenydd (que se extiende desde Pumlumon hasta Mynydd Mallaen).
A este páramo estéril y escasamente poblado se le llama a menudo afectusamente como el desierto de Gales. El punto más alto de la cordillera es Pumlumon. La región incluye la fuente del río Severn y el Wye, y ha sido propuesto como un Parque nacional. Es la clase de localidad del período cámbrico de la Era Paleozoica (542-488 Ma).
Cefn Croes, el lugar de un controvertido proyecto eólico, está en los montes Cámbricos, justo al sur de la carretera A44 entre Aberystwyth y Llangurig.,  Archivado el 30 de septiembre de 2017 en Wayback Machine.,
En los montes Cámbricos también están los pantanos del valle de Elan y Llyn Brianne, que proporcionan agua para las Midlands inglesas occidentales y para el sur de Gales, respectivamente. También contienen el embalse de Clywedog y el de Nant y Moch.

## Principales cumbres de los Cámbricos
- Pen Pumlumon Fawr [Plynlimon] (752 m)
- Pen Pumlumon Arwystli (741 m)
- Pen Pumlumon Llygad-bychan (727 m)
- Y Garn (684 m)
- Pumlumon Fach (668 m)
- Great Rhos (660 m)
- Black Mixen (650 m)
- Drygarn Fawr (645 m)
- Gorllwyn (613 m)
- Bache Hill (610 m)
- Pen y Garn (610 m)
- Y Gamriw (604 m)
- Waen Claerddu (593 m)